# 555 Norma
555 Norma је астероид са пречником од приближно 40,11 km.
Афел астероида је на удаљености од 3,683 астрономских јединица (АЈ) од Сунца, а перихел на 2,718 АЈ.
Ексцентрицитет орбите износи 0,150, инклинација (нагиб) орбите у односу на раван еклиптике 2,647 степени, а орбитални период износи 2091,799 дана (5,727 година).
Апсолутна магнитуда астероида је 10,60 а геометријски албедо 0,063.
Астероид је откривен 14. јануара 1905. године.